# Лечебница (фильм)
«Лечебница» (англ. Asylum) — фильм ужасов, снятый режиссёром Роем Уордом Бейкером в 1972 году. Один из серии фильмов-антологий студии Amicus Productions.

## Сюжет
В психиатрическую лечебницу доктора Старра приезжает новый врач — доктор Мартин. Здесь его встречает ассистент заведующего доктор Резерфорд, который сообщает, что главный врач сошёл с ума и сейчас находится среди контингента заведения. В качестве теста доктору Мартину предлагают найти Старра среди пациентов. Кандидату приходится знакомиться с историями больных.
- Frozen Fear. Уолтер решил, что отношения с прекрасной Бонни лучше, чем брак с богатой Рут. Однако и от капитала бывшей жены он отказываться не собирался. В итоге вместе с любовницей они решили убить Рут, однако не учли того, что женщина изучала вуду, и после расчленения её останки ожили. Сперва рука Рут задушила неверного мужа, а затем попыталась сделать то же с Бонни. Девушка попыталась разрубить топором руку, однако в рассказанную ей историю никто не поверил.
- The Weird Tailor. Портной Бруно переживает тяжёлые времена — ему надо срочно платить арендную плату. Неожиданно у него появляется странный заказчик Смит, который предложил хорошую сумму за особый заказ. Но после выполнения работы выясняется, что у клиента нет денег, а костюм ему нужен для оживления мёртвого сына. Между портным и заказчиком возникает драка, в которой Смит погибает. Бруно возвращается домой. Его жена надевает костюм на манекен, который оживает и пытается убить портного.
- Lucy Comes To Stay. Барбару выписывают домой из лечебницы. Её брат Джордж нанимает для ухода за больной сестрой мисс Хиггинс. Однако сиделке срочно надо уехать, и Барбара остаётся дома одна. Девушка перестаёт принимать таблетки, в результате она встречается с воображаемой подругой Люси. Та обещает исправить ситуацию, а затем сиделка, вернувшись домой, находит Джорджа, заколотого ножницами. После этого Люси убивает и мисс Хиггинс. Однако окружающие уверены в том, что это сделала Барбара.
- Mannequins of Horror. Некто, именующий себя доктором Байроном, создаёт особые куклы. Он считает, что силой своего сознания способен оживить их. Фигурка, напоминающая Байрона, проникает в кабинет, где Резерфорд беседует с Мартином, и убивает ассистента. Кандидат на работу разбивает куклу, что приводит к смерти Байрона.
- Финал. Возмущённый всем произошедшим, Мартин пытается вызвать полицию, однако неожиданно на него нападает служитель. Оказывается, что это и есть сошедший с ума доктор Старр.

## Саундтрек
В музыкально оформлении фильма использованы фрагменты партитур М. П. Мусоргского «Иванова ночь на Лысой горе» и «Гном» из цикла «Картинки с выставки», хотя об их авторстве нет никаких указаний.

## В ролях
- Питер Кушинг — Смит
- Бритт Экланд — Люси
- Херберт Лом — доктор Байрон
- Патрик Мэги — доктор Резерфорд
- Бэрри Морс — Бруно
- Барбара Паркинс — Бонни
- Роберт Пауэлл — доктор Мартин
- Шарлотта Рэмплинг — Барбара
- Сильвия Симс — Рут
- Ричард Тодд — Уолтер
- Джеймс Виллерс — Джордж
- Джеффри Бэйлдон — Макс Рейнольдс
- Энн Фёрбэнк — Анна
- Мегс Дженкинс — мисс Хиггинс
- Джон Фрэнклин-Роббинс — Стеббинс
- Дэниэл Джонс — манекен
- Сильвия Марриотт — главная медсестра
- Тони Уолл — врач-стажёр
- Фрэнк Форсайт — служитель